# Marcel Lička
Marcel Lička (ur. 17 lipca 1977) – czeski trener piłkarski, a wcześniej piłkarz występujący na pozycji pomocnika.

## Kariera piłkarska
W trakcie swojej kariery reprezentował barwy takich zespołów jak Baník Ostrawa, Slavia Praga, Chmel Blšany, Viktoria Žižkov, Zlín, Górnik Zabrze, Dyskobolia Grodzisk Wielkopolski, UD Horadada, Calais RUFC i SK Kladno. Ma za sobą 12 występów w reprezentacji Czech do lat 21. Jego ojcem jest Verner Lička, piłkarz, a następnie trener, szkoleniowiec m.in. Wisły Kraków, zaś bratem reprezentant Czech Mario Lička.

## Kariera trenerska
Jego pierwszym samodzielnie prowadzonym klubem był Chmel Blšany w sezonie 2015/2016. Następnie był asystentem swojego ojca w Radomiaku Radom. W 2018 był asystentem swojego rodaka, Radoslava Látala w białoruskim Dynama Brześć. Po zwolnienu Látala, był również asystentem jego następców, trenera tymczasowego – Siarhieja Kawalczuka oraz Alakseja Szpileuskiego. Po zwolnieniu tego drugiego został w sierpniu 2018 tymczasowym trenerem Dynamy. Pod koniec grudnia tego samego roku, ze względu na osiągane wyniki, zdecydowano się go zatrudnić na stałe. Z drużyną Dynamy w 2019 zdobył Superpuchar Białorusi oraz sensacyjnie sięgnął po mistrzostwo, jednak klub nie zdecydował się na przedłużenie z nim kontraktu.
28 sierpnia 2020, podpisał kontrakt z rosyjskim FK Orenburg.

## Sukcesy

### Zawodnik

#### Slavia Praga
- Zdobywca Pucharu Czech (1x): 2001/2002

### Trener

#### Dynama Brześć
- Mistrz Białorusi (1x): 2019
- Zdobywca Superpucharu Białorusi (1x): 2019